# Homogena koordinater
Homogena koordinater, eller fullständigare homogena kartesiska koordinater, är en typ av koordinater som framför allt används inom projektiv och analytisk geometri. Praktisk användning förekommer främst inom datorgrafik.
Homogena koordinater kan, till skillnad från vanliga kartesiska koordinater, förutom att beteckna finita punkter även beteckna punkter i oändligheten. De homogena koordinaterna {\displaystyle (x_{1},x_{2},x_{3})} för den finita punkten {\displaystyle (x,y)} i kartesiska koordinater definieras som:
{\displaystyle (x,y)=({\frac {x_{1}}{x_{3}}},{\frac {x_{2}}{x_{3}}})=(x_{1},x_{2},x_{3})}
där {\displaystyle x_{3}} kan betraktas som en skalningsfaktor. Normalt brukar man sätta {\displaystyle x_{3}=1} så att
{\displaystyle (x,y)=(x,y,1)}.
men ur definitionen framgår att varje finit punkt kan representeras av ett oändligt antal homogena koordinater på formen {\displaystyle (rx,ry,r)} med {\displaystyle r\neq 0}.
Observera!
Det förekommer även att koordinaterna anges med "skalfaktorn" först (vilken då ofta kallas {\displaystyle x_{0}}). I det tvådimensionella fallet således {\displaystyle (x_{0},x_{1},x_{2})}, så att {\displaystyle (x,y)=({\frac {x_{1}}{x_{0}}},{\frac {x_{2}}{x_{0}}})}
Om {\displaystyle x_{3}=0} betecknar koordinaterna en punkt i oändligheten på en linje {\displaystyle y=a\cdot x+b} med {\displaystyle a={\frac {x_{2}}{x_{1}}}} (värdet på {\displaystyle b} är oväsentligt så länge det är ändligt - alla parallella linjer har samma oändlighetspunkt). Om {\displaystyle x_{1}=x_{3}=0} så ligger oändlighetspunkten i y-axelns riktning.
{\displaystyle x_{1}}, {\displaystyle x_{2}} och {\displaystyle x_{3}} kan inte alla vara noll och {\displaystyle (0,0,0)} saknar således innebörd. Origo representeras av {\displaystyle (0,0,1)}, eller snarare av {\displaystyle (0,0,r),\ r\neq 0}.
En linje {\displaystyle ax+by+c=0} i kartesiska koordinater motsvaras i homogena koordinater av {\displaystyle ax_{1}+bx_{2}+cx_{3}=0}.
Taltrippeln {\displaystyle (a,b,c)} beskriver linjens läge och riktning och kallas linjens koordinater, dess linjekoordinater.
Ovan har tvådimensionella homogena koordinater beskrivits (att avbilda tredimensionella strukturer på ett tvådimensionellt plan är den vanligaste tillämpningen av projektiv geometri), men de kan definieras för från en till så många dimensioner man önskar. För en dimension har vi {\displaystyle x={\frac {x_{1}}{x_{2}}}=(x_{1},x_{2})}, för tre dimensioner {\displaystyle (x,y,z)=({\frac {x_{1}}{x_{4}}},{\frac {x_{2}}{x_{4}}},{\frac {x_{3}}{x_{4}}})=(x_{1},x_{2},x_{3},x_{4})} etcetera.
Ursprungligen avsågs med beteckningen "homogena koordinater" sådana koordinater som avsåg detsamma om man multiplicerade (eller dividerade) dem med en skalningsfaktor, så att de representerade kvotförhållanden och inte absoluta värden - exempelvis blir punkten {\displaystyle P=(x,y)} punkten {\displaystyle P'=(2x,2y)} (som ligger dubbelt så långt från origo, som {\displaystyle P}, men i samma riktning) om man multiplicerar koordinaterna med {\displaystyle 2}, medan punkten {\displaystyle Q=(x,y,1)=(2x,2y,2)} förblir en och samma punkt vid multiplikation av alla koordinaterna med {\displaystyle 2}. Därför talar man exmpelvis även om "homogena barycentriska koordinater" och "homogena trilinjära koordinater". Jämför homogen funktion (av grad 1).

## Historia
Homogena koordinater anses ofta ha införts av August Ferdinand Möbius i Der barycentrische Calkul 1827, men det Möbius införde var barycentriska koordinater, vilka i och för sig fungerar på ett liknande sätt som homogena koordinater. Homogena koordinater i striktare mening beskrevs av Julius Plücker 1835 i System der analytischen Geometrie. Punkter (och linjer) i oändligheten hade dock tidigare behandlats av Jean-Victor Poncelet i Essai sur les propriétés projectives des sections coniques 1820.

## Notation
Homogena koordinater kan dels skrivas med komma som separator, men även kolon förekommer {\displaystyle (x_{1}:x_{2}:x_{3})}, vilket anses poängtera kvotförhållandet. Ibland används hakparenteser {\displaystyle [x_{1},x_{2},x_{3}]} för att markera mångfalden av koordinattripplar som betecknar samma punkt. Ibland används bådadera {\displaystyle [x_{1}:x_{2}:x_{3}]} och ibland, speciellt i äldre litteratur, används inga parenteser alls {\displaystyle x_{1}:x_{2}:x_{3}}.

## Homogena (kartesiska) linjekoordinater
Precis som {\displaystyle (x,y)} inte kan beskriva punkter i oändligheten, kan grundskolans och gymnasiets klassiska linjeekvation {\displaystyle y=k\cdot x+m} med linjekoordinaterna {\displaystyle (k,m)} inte beskriva linjer som är parallella med y-axeln (med en oändlig riktningskoefficient och en skärningspunkt med y-axeln i oändligheten). För detta behövs en tredje linjekoordinat, vilket kan lösas med {\displaystyle a\cdot x+b\cdot y+c=0} och de motsvarande linjekoordinaterna {\displaystyle (a,b,c)}. Då är {\displaystyle (1,0,c)} en linje parallell med y-axeln genom punkten {\displaystyle x=c}, y-axeln motsvaras således av {\displaystyle (1,0,0)}, och {\displaystyle (0,1,c)} en linje parallell med x-axeln genom {\displaystyle y=c}, med {\displaystyle (0,1,0)} motsvarande x-axeln. Om vi även använder homogena punktkoordiater {\displaystyle (x,y,z)}, som i {\displaystyle a\cdot x+b\cdot y+c\cdot z=0} så motsvarar {\displaystyle (0,0,1)\Rightarrow z=0} linjen i oändligheten ({\displaystyle x} och {\displaystyle y} kan anta vilka värden som helst och således avses alla punkter på oändlighetslinjen).
Liksom för homogena punktkoordinater saknar {\displaystyle (0,0,0)=0\cdot x+0\cdot y+0\cdot z=0} mening och liksom för homogena punktoordinater är {\displaystyle (ra,rb,rc)=(a,b,c)} om {\displaystyle r\neq 0}.
Om {\displaystyle c=0} och {\displaystyle b\neq 0} går linjen genom origo och har riktningskoefficienten {\displaystyle k=-{\frac {a}{b}}}, och om {\displaystyle c\neq 0} och {\displaystyle b\neq 0} skär linjen y-axeln i {\displaystyle (0,m)=(0,-{\frac {c}{b}})} och har riktningskoefficienten {\displaystyle k=-{\frac {a}{b}}}.

## Dualitetoch homogena koordinater
| Punkter och en rät linje | Räta linjer och en punkt |
| --- | --- |
| Om {\displaystyle x_{i}} är variabler i punktkoordinaterna {\displaystyle x=(x_{1},x_{2},x_{3})}, så omfattar ekvationen {\displaystyle a(x)=a_{1}x_{1}+a_{2}x_{2}+a_{3}x_{3}=0} alla punkter på den fixa räta linjen {\displaystyle a}. | Om {\displaystyle a_{i}} är variabler i linjekoordinaterna {\displaystyle a=(a_{1},a_{2},a_{3})}, så omfattar ekvationen {\displaystyle a(x)=a_{1}x_{1}+a_{2}x_{2}+a_{3}x_{3}=0} alla räta linjer genom den fixa punkten {\displaystyle x}. |
| En linjärkombination av två punkter {\displaystyle x=(x_{1},x_{2},x_{3})} och {\displaystyle y=(y_{1},y_{2},y_{3})}, det vill säga {\displaystyle mx+ny} eller {\displaystyle x+ky} (där {\displaystyle k=n/m}), är en punkt på den räta linjen genom {\displaystyle x} och {\displaystyle y}. Linjärkombinationen spänner upp värdemängden för punkterna på linjen genom {\displaystyle x} och {\displaystyle y}.                                                                              | En linjärkombination av två räta linjer {\displaystyle a=(a_{1},a_{2},a_{3})} och {\displaystyle b=(b_{1},b_{2},b_{3})}, det vill säga {\displaystyle ma+nb} eller {\displaystyle a+kb} (där {\displaystyle k=n/m}), är en rät linje genom skärningspunkten mellan {\displaystyle a} och {\displaystyle b}. Linjärkombinationen spänner upp värdemängden för linjerna genom skärningspunkten mellan {\displaystyle a} och {\displaystyle b}.                                                  |
| Om {\displaystyle a(x)=a_{1}x_{1}+a_{2}x_{2}+a_{3}x_{3}=0} och {\displaystyle a(y)=a_{1}y_{1}+a_{2}y_{2}+a_{3}y_{3}=0} är två punkter på linjen {\displaystyle a} så kan ekvationen för varje punkt på {\displaystyle a} skrivas som {\displaystyle a(x)+ka(y)=0}. | Om {\displaystyle a(x)=a_{1}x_{1}+a_{2}x_{2}+a_{3}x_{3}=0} och {\displaystyle b(x)=b_{1}x_{1}+b_{2}x_{2}+b_{3}x_{3}=0} är två linjer genom punkten {\displaystyle x} så kan ekvationen för varje linje genom {\displaystyle x} skrivas som {\displaystyle a(x)+kb(x)=0}. |
| Två punkter {\displaystyle x=(x_{1},x_{2},x_{3})} och {\displaystyle y=(y_{1},y_{2},y_{3})} är identiska om och endast om determinanterna {\displaystyle {\begin{vmatrix}x_{1}&y_{1}\\x_{2}&y_{2}\end{vmatrix}}=0}, {\displaystyle {\begin{vmatrix}x_{2}&y_{2}\\x_{3}&y_{3}\end{vmatrix}}=0} och {\displaystyle {\begin{vmatrix}x_{3}&y_{3}\\x_{1}&y_{1}\end{vmatrix}}=0}. | Två räta linjer {\displaystyle a=(a_{1},a_{2},a_{3})} och {\displaystyle b=(b_{1},b_{2},b_{3})} är identiska om och endast om determinanterna {\displaystyle {\begin{vmatrix}a_{1}&b_{1}\\a_{2}&b_{2}\end{vmatrix}}=0}, {\displaystyle {\begin{vmatrix}a_{2}&b_{2}\\a_{3}&b_{3}\end{vmatrix}}=0} och {\displaystyle {\begin{vmatrix}a_{3}&b_{3}\\a_{1}&b_{1}\end{vmatrix}}=0}. |
| Tre skilda punkter {\displaystyle x}, {\displaystyle y} och {\displaystyle z} ligger på en och samma räta linje om och endast om determinanten {\displaystyle {\begin{vmatrix}x_{1}&y_{1}&z_{1}\\x_{2}&y_{2}&z_{2}\\x_{3}&y_{3}&z_{3}\end{vmatrix}}=0\Leftrightarrow } {\displaystyle {\begin{vmatrix}x_{2}&y_{2}\\x_{3}&y_{3}\end{vmatrix}}\cdot z_{1}+{\begin{vmatrix}x_{3}&y_{3}\\x_{1}&y_{1}\end{vmatrix}}\cdot z_{2}+{\begin{vmatrix}x_{1}&y_{1}\\x_{2}&y_{2}\end{vmatrix}}\cdot z_{3}=0}. | Tre skilda räta linjer {\displaystyle a}, {\displaystyle b} och {\displaystyle c} skär varandra i samma punkt om och endast om determinanten {\displaystyle {\begin{vmatrix}a_{1}&b_{1}&c_{1}\\a_{2}&b_{2}&c_{2}\\a_{3}&b_{3}&c_{3}\end{vmatrix}}=0\Leftrightarrow } {\displaystyle {\begin{vmatrix}a_{2}&b_{2}\\a_{3}&b_{3}\end{vmatrix}}\cdot c_{1}+{\begin{vmatrix}a_{3}&b_{3}\\a_{1}&b_{1}\end{vmatrix}}\cdot c_{2}+{\begin{vmatrix}a_{1}&b_{1}\\a_{2}&b_{2}\end{vmatrix}}\cdot c_{3}=0}. |
| Linjekoordinaterna {\displaystyle a=(a_{1},a_{2},a_{3})} för linjen genom två icke identiska punkter {\displaystyle x} och {\displaystyle y} ges av: {\displaystyle a_{1}={\begin{vmatrix}x_{2}&y_{2}\\x_{3}&y_{3}\end{vmatrix}}}, {\displaystyle a_{2}={\begin{vmatrix}x_{3}&y_{3}\\x_{1}&y_{1}\end{vmatrix}}} och {\displaystyle a_{3}={\begin{vmatrix}x_{1}&y_{1}\\x_{2}&y_{2}\end{vmatrix}}}.                                                                                               | Skärningspunkten {\displaystyle x=(x_{1},x_{2},x_{3})} mellan två icke identiska linjer {\displaystyle a} och {\displaystyle b} ges av: {\displaystyle x_{1}={\begin{vmatrix}a_{2}&b_{2}\\a_{3}&b_{3}\end{vmatrix}}}, {\displaystyle x_{2}={\begin{vmatrix}a_{3}&b_{3}\\a_{1}&b_{1}\end{vmatrix}}} och {\displaystyle x_{3}={\begin{vmatrix}a_{1}&b_{1}\\a_{2}&b_{2}\end{vmatrix}}}. |